# Diënofiel
Een diënofiel is naast het dieen een van de twee componenten in de diels-alderreactie. Het is doorgaans een alkeen waarop 1 of meerdere elektronenzuigende groepen gesubstitueerd staan. Vaak staat het substituent geconjugeerd met de dubbele binding, maar dit is geen noodzakelijkheid. Ook een dubbele binding is geen vereiste: een drievoudige binding kan eveneens als diënofiel fungeren. Voorbeelden van diënofielen zijn: enonen (zoals 2-cyclohexen-1-on en 2-cyclopenten-1-on), maleïnezuuranhydride, fumaarzuur, methylacrylaat, dicyanoacetyleen en dimethylacetyleendicarboxylaat. Het diënofiel kan ook geactiveerd worden door een katalytische hoeveelheid van een lewiszuur, zoals niobium(V)chloride:
In deze reactie reageert cyclopentadieen met cyclohexenon, op voorwaarde dat een lewiszuur aanwezig is. De opbrengst van de reactie wordt verhoogd door te werken bij lage temperatuur (-78 °C), omdat op deze manier polymerisatie vermeden wordt. Het gebruik van niobium(V)chloride als lewiszure katalysator garandeert dat enkel het endo-conformeer wordt gevormd. Wanneer dezelfde reactie met aluminiumchloride wordt uitgevoerd, vormt zich een mengsel van endo- en exo-isomeren.
In bijzondere gevallen, zoals in de oxo-diels-alderreactie en de aza-diels-alderreactie, maakt een heteroatoom deel uit van het diënofiel, waardoor heterocyclische verbindingen worden gevormd. Een voorbeeld is de reactie tussen 2-methyl-1,3-pentadieen (het dieen) en formaldehyde (het heterodiënofiel):